# TI-82

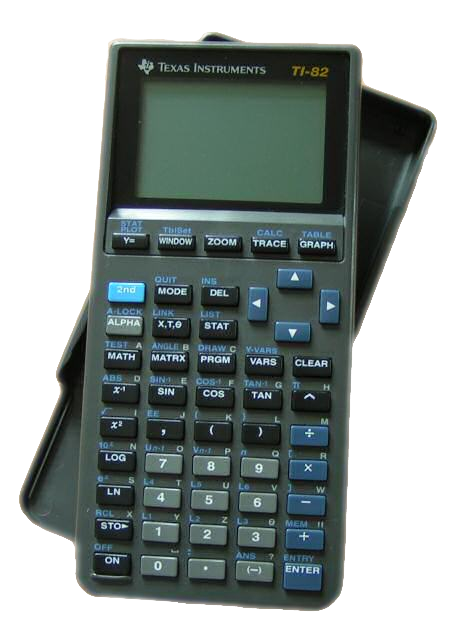
TI-82（初期デザイン）。1994年フランスで購入されたもの

TI-82 は、テキサス・インスツルメンツ(TI)の製造したグラフ表示電卓である。TI-85の低価格版として、またTI-81の後継として1993年に登場した。後継はTI-83 シリーズである。TI-85 と同様、6MHzのZ80マイクロプロセッサを内蔵。TI-81 と同様、96×64ピクセルのディスプレイを持ち、機能的にはTI-81より大幅に強化されている。
英語版記事によるとTI-82は2004年に製造終了となった。
後継機は1996年に販売が始まったTI-83 シリーズである。しかし、TI-83シリーズの英語版記事によると同シリーズの TI-83 と TI-83 Plus Silver Editon も TI-82と同時期の2004年に製造終了となっており、TI-82 が製造終了した後も製造された TI-83シリーズ は TI-83 Plus だけである。

## 機能
上述のようにTI-82はTI-85と同じ 6MHzのZ80マイクロプロセッサを使っている。TI-81では 2MHz の Z80 を使っていた。さらに、利用可能なRAMが10倍以上に増えている（2.4KBから28KBに増強。TI-85と同じ）。
TI-81 に比較して強化された機能としては以下のようなものがある。
- 電卓同士またはパーソナルコンピュータとの間でデータやプログラムを転送するリンクポートを装備
- 2つの新たなグラフ形式（極座標と時系列）を追加
- 新たなデータ型を追加（リスト）
- 行列のサイズ制限を50×50まで拡大
- 非公式だがアセンブリ言語によるプログラミングが可能（特別に構築されたメモリーイメージを転送する必要がある）

アセンブリ言語によるプログラミングが可能となったことで、プログラムの性能と柔軟性が飛躍的に向上した。
電源の構成はTI-81と同じで、4個の単4形乾電池とバックアップ用のリチウム電池（CR1616 または CR1620）を使用する。バックアップ電池は乾電池交換時にプログラムが消えないようにするためにある。